# Цихон, Антон Михайлович
Антон Михайлович Цихон (14 [26] мая 1887, Ольшевская, Витебская губерния — 7 марта 1939, Москва, Московская область) — советский государственный и партийный деятель.

## Биография
Родился 14 (26) мая 1887 года в деревне Ольшевская Витебской губернии. Из крестьянской семьи. По национальности белорус. 
Трудовой путь начал учеником токаря на заводах Санкт-Петербурга. Участник революции 1905—1907 годов. В 1906 году вступил в РСДРП(б). Партийную деятельность вёл среди металлистов, работал в профсоюзе. Неоднократно арестовывался, ссылался. 
С 1911 года — в Москве, трудился на заводе Гакенталя (ныне «Манометр»). Участник Октябрьской революции. В 1917—1921 годах — член Басманского райкома партии, один из организаторов Красной гвардии, председатель районного совета, член Моссовета. 
В 1922—1928 годах — секретарь ряда райкомов партии города Москвы. С 1928 по 1930 год и в 1933—1937 годах — председатель ЦК Союза строительных рабочих. В 1930—1933 годах — нарком труда СССР. В 1930—1934 — кандидат в члены Оргбюро ЦК ВКП(б).
Член ЦКК (1923—1924) и ЦРК (1925—1927); с 1927 года — кандидат в члены, в 1930—1934 годах — член ЦК ВКП(б). С 1934 года — член Комиссии советского контроля при СНК СССР. Избирался членом ВЦИК и ЦИК СССР.
В 1937 году был репрессирован; 7 марта 1939 года расстрелян в Москве. Реабилитирован в 1956 году.